# Altheim (Oberösterreich)
Altheim este o localitate din Austria Superioară cu o populație de 4810 de locuitori.